# Eumerus rieki
Eumerus rieki är en tvåvingeart som beskrevs av Paramonov 1957. Eumerus rieki ingår i släktet månblomflugor, och familjen blomflugor. Inga underarter finns listade i Catalogue of Life.